# Équipe du Belize de football
Cet article traite de l'équipe masculine. Pour l'équipe féminine, voir Équipe du Belize féminine de football.
Maillots
L'Équipe du Belize de football est une sélection des meilleurs joueurs béliziens sous l'égide de la Fédération du Belize de football.

## Histoire
Cette modeste sélection habituée à jouer les faire-valoir en Amérique centrale se qualifia pourtant, à la surprise générale, pour la première fois à une phase finale d'un tournoi continental (en l'occurrence la Gold Cup 2013 aux États-Unis) en terminant 4e de la Copa Centroamericana 2013. Toutefois l'artisan de ce succès, le Costaricien Leroy Sherrier Lewis, démissionna de son poste à la fin de la compétition.
Entraînée par l'Américain Ian Mork, qui avait déjà dirigé la sélection en 2008, l'équipe du Belize fut assignée dans le groupe C de la Gold Cup 2013 en compagnie de l'hôte américain, du champion d'Amérique centrale (le Costa Rica) et du champion des Caraïbes (Cuba). Elle ne put empêcher trois défaites de suite : 1-6 face aux États-Unis (but de Ian Gaynair, le seul buteur bélizien du tournoi), 0-1 face au Costa Rica et 0-4 contre Cuba, finissant bonne dernière de son groupe et du classement général de la compétition. De surcroît, Mork dénonça une tentative de corruption avant le match contre les États-Unis.
En avril 2016, le Belize atteint sa meilleure position au classement FIFA (114e rang). La fin de l'année voit l'arrivée d'un entraîneur polonais à la tête de l'équipe, Ryszard Orłowski (pl), ancien sélectionneur d'Anguilla en 2015.

## Sélection actuelle
Mise à jour le 11 juin 2024
| N°         | Nom               | Date de naissance | Sélections (buts) | Club                         |
| Gardiens   | Gardiens          | Gardiens          | Gardiens          | Gardiens                     |
| ---------- | ----------------- | ----------------- | ----------------- | ---------------------------- |
| 12         | Earl Dyck         | 21 octobre 2003   | 0 (0)             | Rising Stars FC              |
| 22         | Woodrow West      | 19 septembre 1985 | 39 (0)            | Hankook Verdes               |
| 1          | Charles Tillett   | 29 juillet 2001   | 16 (0)            | Port Layola                  |
| Défenseurs |                   |                   |                   |                              |
| 19         | Nana-Yaw Mensah   | 19 janvier 1989   | 30 (1)            | Non Communiqué               |
| 3          | Jordan Casanova   | 30 avril 2004     | 1 (0)             | Non Communiqué               |
| 4          | Eugene Martinez   | 20 octobre 1997   | 14 (1)            | LA 10 FC                     |
| 17         | Jahryl Smith      | Non Communiqué    | 2 (0)             | Benque Viejo                 |
| 13         | Alence Ayala      | 29 avril 1999     | 4 (0)             | Hankook Verdes               |
|            | Jaylen Lennan     | 17 juin 2002      | 1 (0)             | Benque Viejo                 |
|            | Deshawon Nembhard | 8 octobre 1994    | 13 (1)            | Central Valley Fuego FC (en) |
|            | Evral Trapp       | 22 janvier 1987   | 53 (0)            | Hankook Verdes               |
| Milieux    |                   |                   |                   |                              |
| 11         | Horace Avila      | 18 septembre 1999 | 10 (1)            | Progresso                    |
| 6          | Izon Gill         | 27 décembre 1999  | 2 (0)             | Hankook Verdes               |
| 23         | Latrell Middleton | 3 novembre 1999   | 1 (0)             | Port Layola                  |
| 7          | Darrel Myvett     | 15 décembre 1993  | 19 (0)            | Hankook Verdes               |
| 18         | Owen Sosa         | 17 avril 2002     | 2 (0)             | Benque Viejo                 |
| -          | Nahjib Guerra     | 18 août 1994      | 12 (0)            | Benque Viejo                 |
| 2          | Warren Moss       | 13 octobre 1999   | 13 (1)            | Indiana Tech                 |
|            | Jordy Polanco     | 8 juillet 1996    | 23 (2)            | Hankook Verdes               |
| Attaquants |                   |                   |                   |                              |
| 10         | Carlos Bernardez  | 28 décembre 1992  | 14 (3)            | CD Real Sociedad             |
| 15         | Krisean Lopez     | 2 novembre 1998   | 26 (3)            | Hankook Verdes               |
| 16         | Wilfredo Galvez   | 21 mars 2002      | 4 (0)             | Timberwolves Northwood       |
|            | Michael Salazar   | 15 novembre 1992  | 22 (2)            | Los Angeles Force            |

## Résultats

### Parcours en Coupe du monde
| Année | Position     |      | Année         | Position |               | Année | Position |
| 1930  | Non inscrite | 1974 | Non inscrite  | 2010     | Non qualifiée |       |          |
| 1934  | Non inscrite | 1978 | Non inscrite  | 2014     | Non qualifiée |       |          |
| 1938  | Non inscrite | 1982 | Non inscrite  | 2018     | Non qualifiée |       |          |
| 1950  | Non inscrite | 1986 | Non inscrite  | 2022     | Non qualifiée |       |          |
| 1954  | Non inscrite | 1990 | Non inscrite  | 2026     | Non qualifiée |       |          |
| 1958  | Non inscrite | 1994 | Non inscrite  | 2030     | À venir       |       |          |
| 1962  | Non inscrite | 1998 | Non qualifiée | 2034     | À venir       |       |          |
| 1966  | Non inscrite | 2002 | Non qualifiée |          |               |       |          |
| 1970  | Non inscrite | 2006 | Non qualifiée |          |               |       |          |

### Parcours en Gold Cup
| Année | Position    |      | Année             | Position |                   | Année | Position |
| 1963  | Non inscrit | 1991 | Non inscrit       | 2011     | Tour préliminaire |       |          |
| 1965  | Non inscrit | 1993 | Non inscrit       | 2013     | 1er tour          |       |          |
| 1967  | Non inscrit | 1996 | Tour préliminaire | 2015     | Tour préliminaire |       |          |
| 1969  | Non inscrit | 1998 | Tour préliminaire | 2017     | Tour préliminaire |       |          |
| 1971  | Non inscrit | 2000 | Tour préliminaire | 2019     | Tour préliminaire |       |          |
| 1973  | Non inscrit | 2002 | Tour préliminaire | 2021     | Tour préliminaire |       |          |
| 1977  | Non inscrit | 2003 | Non inscrit       | 2023     | Tour préliminaire |       |          |
| 1981  | Non inscrit | 2005 | Tour préliminaire | 2025     | Tour préliminaire |       |          |
| 1985  | Non inscrit | 2007 | Tour préliminaire |          |                   |       |          |
| 1989  | Non inscrit | 2009 | Tour préliminaire |          |                   |       |          |

### Parcours en Ligue des nations
| Édition   | Ligue | Phase de groupes | Phase de groupes | Phase de groupes | Phase de groupes | Phase de groupes | Phase de groupes | Phase de groupes | Phase finale | Phase finale | Phase finale | Phase finale | Phase finale | Phase finale | Phase finale | Phase finale |
| Édition   | Ligue | Class.           | M                | V                | N                | D                | BM               | BE               | Pays hôte    | Résultat     | M            | V            | N            | D            | BM           | BE           |
| --------- | ----- | ---------------- | ---------------- | ---------------- | ---------------- | ---------------- | ---------------- | ---------------- | ------------ | ------------ | ------------ | ------------ | ------------ | ------------ | ------------ | ------------ |
| 2019-2020 | B     | 3/4              | 6                | 2                | 0                | 4                | 6                | 12               | 2020         | Inéligible   | Inéligible   | Inéligible   | Inéligible   | Inéligible   | Inéligible   | Inéligible   |
| 2022-2023 | B     | 4/4              | 6                | 0                | 1                | 5                | 2                | 10               | 2023         | Inéligible   | Inéligible   | Inéligible   | Inéligible   | Inéligible   | Inéligible   | Inéligible   |
| 2023-2024 | B     | 4/4              | 6                | 2                | 1                | 3                | 5                | 7                | 2024         | Inéligible   | Inéligible   | Inéligible   | Inéligible   | Inéligible   | Inéligible   | Inéligible   |
| 2024-2025 | C     | 1/3              | 4                | 4                | 0                | 0                | 9                | 0                | 2025         | Inéligible   | Inéligible   | Inéligible   | Inéligible   | Inéligible   | Inéligible   | Inéligible   |
| 2026-2027 | B     | /4               | 0                | 0                | 0                | 0                | 0                | 0                | 2027         | Inéligible   | Inéligible   | Inéligible   | Inéligible   | Inéligible   | Inéligible   | Inéligible   |
| Total     | Total | Total            | 22               | 8                | 2                | 12               | 22               | 29               | Total        | Total        | 0            | 0            | 0            | 0            | 0            | 0            |

### Parcours en Coupe UNCAF des nations
- 1991 : Non inscrit
- 1993 : Non inscrit
- 1995 : 1er tour
- 1997 : Tour préliminaire
- 1999 : 1er tour
- 2001 : 1er tour
- 2003 : Non inscrit
- 2005 : 1er tour
- 2007 : 1er tour
- 2009 : 1er tour
- 2011 : 1er tour
- 2013 : Demi-finales
- 2014 : 1er tour
- 2017 : 6e place

## Statistiques

### Classement FIFA
| Année              | 1995 | 1996 | 1997 | 1998 | 1999 | 2000 | 2001 | 2002 | 2003 | 2004 | 2005 | 2006 | 2007 | 2008 | 2009 | 2010 | 2011 | 2012 | 2013 | 2014 | 2015 | 2016 | 2017 | 2018 |
| ------------------ | ---- | ---- | ---- | ---- | ---- | ---- | ---- | ---- | ---- | ---- | ---- | ---- | ---- | ---- | ---- | ---- | ---- | ---- | ---- | ---- | ---- | ---- | ---- | ---- |
| Classement mondial | 173  | 182  | 179  | 186  | 190  | 186  | 167  | 158  | 174  | 181  | 180  | 198  | 201  | 173  | 173  | 172  | 141  | 167  | 159  | 175  | 127  | 163  | 158  | 160  |

## Personnalités historiques de la sélection

### Sélectionneurs
| Entraîneur                | Période   |
| ------------------------- | --------- |
| Winston Michael (en)      | 1995–1996 |
| Manuel Bilches            | 1999-2000 |
| Leroy Sherrier Lewis (en) | 2001      |
| Eduardo Santana (en)      | 2003      |
| Anthony Adderly (en)      | 2004–2006 |
| Antonio Carlos Vieira     | 2006–2007 |
| Palmiro Salas             | 2008      |
| Ian Mork                  | 2008      |
| Renán Couoh               | 2008–2009 |

| Entraîneur                              | Période    |
| --------------------------------------- | ---------- |
| José de la Paz Herrera                  | 2010–2012  |
| Leroy Sherrier Lewis                    | 2012–2013  |
| Charlie Slusher                         | 2013       |
| Ian Mork                                | 2013–2014  |
| Leroy Sherrier Lewis                    | 2014       |
| Jorge Núñez                             | 2015-2016  |
| Ryszard Orłowski (pl)                   | 2016-2018  |
| Palmiro Salas                           | 2018-2019  |
| Vincenzo Alberto Annese                 | 2019-2020  |
| Dale Pelayo (pl) et David Pérez Asensio | 2020-2022  |
| David Pérez Asensio                     | 2022-2024- |
| Charlie Slusher                         | 2024-      |